# Golf ai XII Giochi del Mediterraneo
I tornei di  Golf ai XII Giochi del Mediterraneo hanno previsto competizioni individuali e a squadre sia maschili che femminili, per un totale di 4 medaglie d'oro.

## Podi
| Evento      | Oro                                                        | Argento                                                                  | Bronzo                                                                 |  |
| Uomini      |                                                            |                                                                          |                                                                        |  |
| Individuale | Christian Cevaer                                           | Francisco Valera                                                         | Tyron-Brenden Pappas                                                   |  |
| A squadre   | Francia Christian Cevaer Jean Yann Dusson Benjamin Nicolay | Spagna Jose Manuel Lara Alvaro Prat Francisco Valera                     | Grecia Tyron-Brenden Pappas Georgios Nikitaidis Pelops P. Panagopoulos |  |
| Donne       |                                                            |                                                                          |                                                                        |  |
| Individuale | Estefania Knuth                                            | Stephanie Dallongeville                                                  | Marina Arruti                                                          |  |
| A squadre   | Spagna Marina Arruti Estefania Knuth Laura Navarro         | Francia Stephanie Dallongeville Patricia Meunier Kristel Mourgue d’Algue | Italia Giuliana Colavito Caterina Quintarelli Alessandra Salvi         |  |

## Medagliere
| Posizione | Paese   |   |   |   | Totale |
| --------- | ------- | - | - | - | ------ |
| 1         | Spagna  | 2 | 2 | 1 | 5      |
| 2         | Francia | 2 | 2 | 0 | 4      |
| 3         | Grecia  | 0 | 0 | 2 | 2      |
| 4         | Italia  | 0 | 0 | 1 | 1      |
| Totale    | Totale  | 4 | 4 | 4 | 12     |